# سیارک ۱۲۰۴۰۵
سیارک ۱۲۰۴۰۵ (به انگلیسی: 120405 Svyatylivka، نامگذاری:2005SQ4) صد و بیست هزار و چهارصد و پنجمین سیارک کشف شده‌است که در ۲۴ سپتامبر ۲۰۰۵ کشف شد.